# Opostomias
Opostomias es un género de peces de la familia Stomiidae.

## Descripción
Las especies que conforman al género son O. micripnus y O. mitsuii y presentan un tamaño de 50 y 36 cm de longitud respectivamente (19,68-14,17 pulgadas). Ambas cuentan con cuerpos alargados, con ausencia de espinas dorsales y anales, poco más de 20 radios blandos dorsales y anales. Boca relativamente grande con largos dientes similares a colmillos. Una de las características del género es la presencia de una barbilla, además cuenta con fotóforos dispuestos en fila a lo largo del cuerpo.

## Distribución y hábitat
El género es circunglobal, registrado en aguas subtropicales, en la parte del hemisferio sur. Reportado en la parte del Pacífico noreste, en las coordenadas 32-34°N al sur de California hasta Columbia Británica, también en el Pacífico noroeste, especialmente en Japón. Además en Australia, en Nueva Gales del Sur, Victoria y Australia Meridional. Las especies son batipelágicas cuyo rango de profundidad es 60-1366 m, aunque han sido registradas hasta los 5000 m, en el caso de O. micripnus.